# Thomas Jauch (Regisseur)

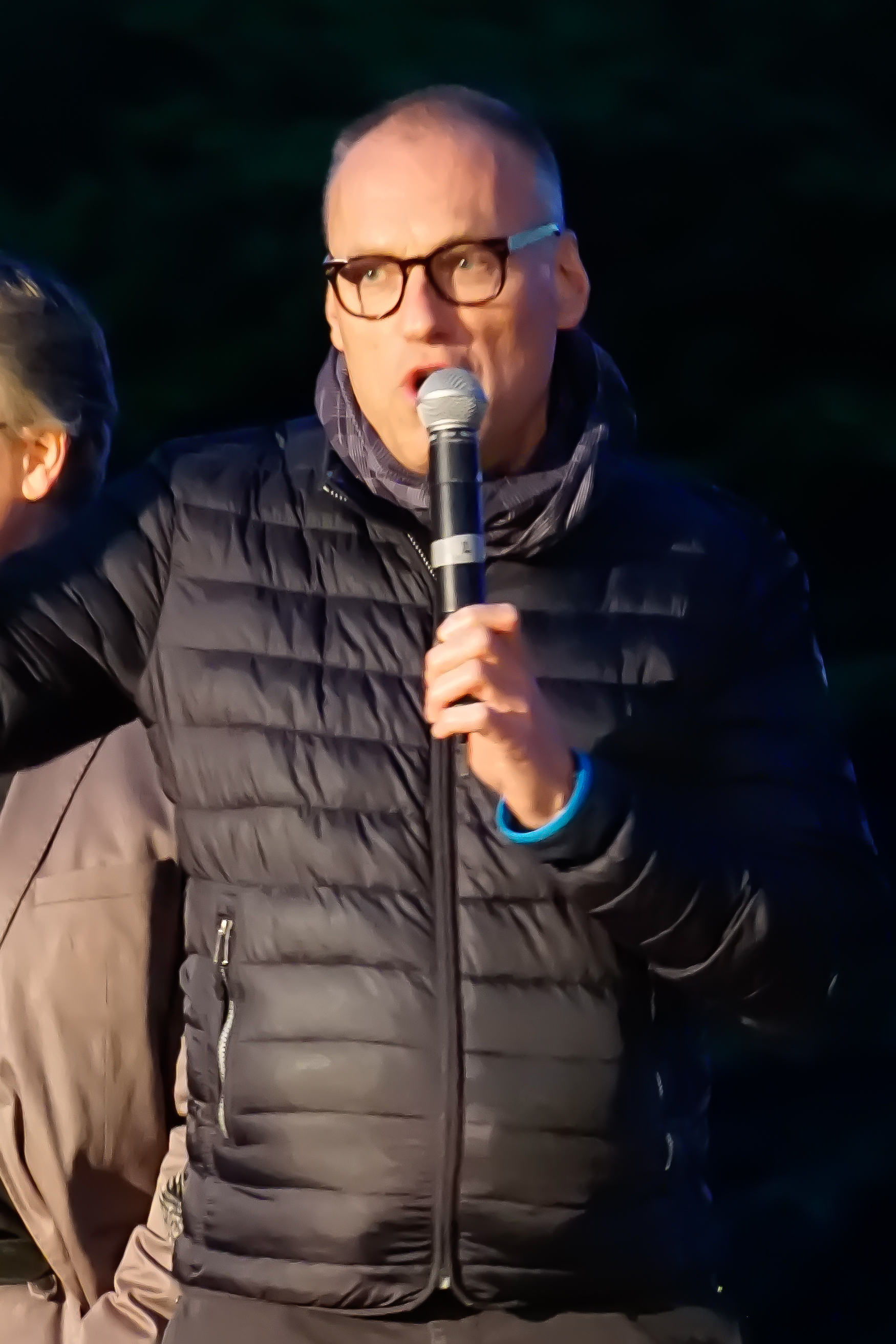
Thomas Jauch

Thomas Jauch (* 9. Januar 1958 in Bari, Italien) ist ein deutscher Filmregisseur.

## Leben
Thomas Jauch ist in München aufgewachsen, nachdem seine Eltern mit ihm im Alter von zwei Jahren aus Italien weggezogen sind. Nach seinem Betriebswirtschaftsstudium im Bereich Marketing/Kommunikation arbeitete Jauch als Aufnahmeleiter und Regieassistent in der Werbefilmbranche, später als Regieassistent u. a. bei Wolfgang Petersen, Vadim Glowna und John Frankenheimer.
Als Fernsehregisseur ist Jauch seit 1994 tätig und hat sich dort hauptsächlich mit Krimiproduktionen wie der Tatortreihe einen Namen gemacht sowie mit Episoden von Schimanski, Die Verbrechen des Professor Capellari, Das Duo und Post Mortem. Eine der neuesten Produktionen war 2013 Beste Freundinnen (mit Ulrike Kriener und Lena Stolze).
Thomas Jauch ist Mitglied im Bundesverband Regie (BVR). 
Er lebt heute in Hamburg.

## Filmografie

### Kino
- 1984: Die unendliche Geschichte (Regieassistenz / Aufnahmeleitung)
- 1985: Enemy Mine – Geliebter Feind (Regieassistenz: Second Unit)
- 1987: Des Teufels Paradies (Regieassistenz)

### Fernsehen (Auswahl)
- 1995–1996: Die Partner (8 Episoden)
- 1996–2002: Doppelter Einsatz (6 Episoden)
- 1996: Kreis der Angst
- 1997: Mein ist die Rache
- 1997: Anwalt Martin Berg – Im Auftrag der Gerechtigkeit (1 Episode)
- 1998: Die Cleveren – Du stirbst, wie ich es will!
- 1999: Der blonde Affe
- 1999: Beckmann und Markowski – Gehetzt
- 1999: Alphamann: Amok
- 1999: Alphamann: Die Selbstmörderin
- 2001: Das Rätsel des blutroten Rubins
- 2001: Unser Pappa
- 2001–2004: Die Verbrechen des Professor Capellari (3 Episoden)
- seit 2003: Tatort
  - 2003: Tatort – Lastrumer Mischung
  - 2003: Tatort – Prügelknabe
  - 2003: Tatort – Sonne und Sturm
  - 2003: Tatort – Die Liebe der Schlachter
  - 2004: Tatort – Heimspiel
  - 2004: Tatort – Nicht jugendfrei
  - 2005: Tatort – Atemnot
  - 2006: Tatort – Schwarzes Herz
  - 2006: Tatort – Stille Tage
  - 2009: Tatort – Tote Männer
  - 2010: Tatort – Familienbande
  - 2010: Tatort – Kaltes Herz
  - 2012: Tatort – Kinderland
  - 2012: Tatort – Ihr Kinderlein kommet
  - 2012: Tatort – Alter Ego
  - 2012: Tatort – Mein Revier
  - 2014: Tatort – Ohnmacht
  - 2014: Tatort – Mord ist die beste Medizin
  - 2016: Tatort – Ein Fuß kommt selten allein
  - 2016: Tatort – Zahltag
  - 2017: Tatort – Tanzmariechen
- 2004: Das Duo – Falsche Träume
- 2005: Endloser Horizont
- 2007–2008: Post Mortem
- 2007: Die Copiloten
- 2007: Deadline – Jede Sekunde zählt (2 Episoden)
- 2008: Schimanski – Schicht im Schacht
- 2008: Die 25. Stunde
- 2009: Crashpoint – 90 Minuten bis zum Absturz
- 2010: Westflug – Entführung aus Liebe
- 2011–2013: Notruf Hafenkante (6 Episoden)
- 2011: Schimanski – Schuld und Sühne
- 2011: Bloch – Inschallah
- 2012: Der Dicke (4 Episoden)
- 2013: Beste Freundinnen
- 2013–2020: Frühling (Filmreihe)
  - 2013: Frühlingsgefühle
  - 2017: Schritt ins Licht
  - 2017: Zu früh geträumt
  - 2020: Liebe hinter geschlossenen Vorhängen
  - 2020: Keine Angst vorm Leben
- 2015: Mordkommission Istanbul
- 2016: Lena Lorenz: Entscheidung fürs Leben
- 2016: Lena Lorenz: Spurlos verschwunden
- 2017: Nord Nord Mord – Clüver und der König von Sylt
- 2018: Einmal Sohn, immer Sohn
- 2021: Breisgau – Bullenstall (Fernsehreihe)
- 2022: Der Ranger – Paradies Heimat: Himmelhoch
- 2022: Der Ranger – Paradies Heimat: Zusammenhalt

## Auszeichnungen
- 2003: Jupiter für den „Erfolgreichsten Fernsehfilm“ (über 10 Millionen Zuschauer für Tatort: Lastrumer Mischung)